# مارکسبورو (نیوجرزی)
مارکسبورو (به انگلیسی: Marksboro) یک منطقهٔ مسکونی در ایالات متحده آمریکا است که در فرلینگهویسن، نیوجرسی واقع شده‌است. مارکسبورو ۰٫۸۳۷ کیلومتر مربع مساحت و ۸۲ نفر جمعیت دارد و ۱۵۷ متر بالاتر از سطح دریا واقع شده‌است.